# 비우르홀름시

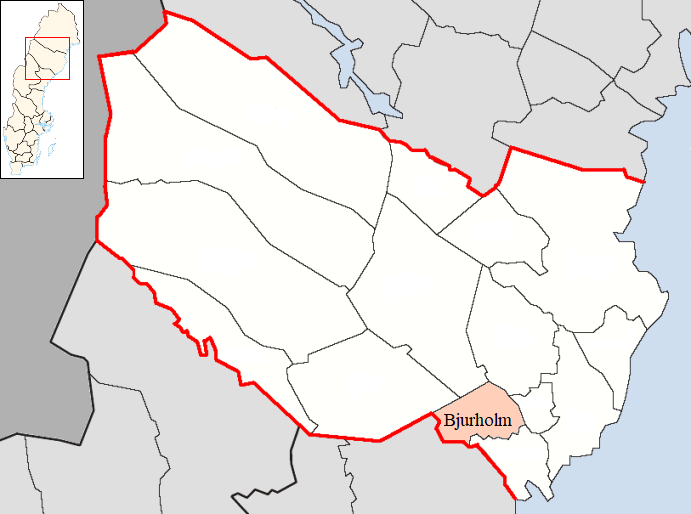
비우르홀름 시의 위치

비우르홀름시(스웨덴어: Bjurholms kommun)는 스웨덴 베스테르보텐주에 위치한 지방 자치체로 행정 중심지는 비우르홀름이며 면적은 1,363.77km2, 인구는 2,454명(2016년 12월 31일 기준), 인구 밀도는 1.8명/km2이다.

시 문장